# Kenyansk shilling
Kenyanske shillings er valutaen i det østafrikanske land Kenya.